# Strekov
Strekov (en allemand : Einsiedelei) est une commune du district de Nové Zámky, dans la région de Nitra, en Slovaquie.

## Histoire
La première mention écrite du village date de 1156.

## Démographie

### Évolution de la population
| Année:               | 1994. | 2004.   | 2014.    | 2024.   |
| -------------------- | ----- | ------- | -------- | ------- |
| Nombre de personnes: | 2327  | 2216    | 1989     | 1872    |
| Différence:          |       | -4,77 % | -10,24 % | -5,88 % |

| Année:               | 2023. | 2024.   |
| -------------------- | ----- | ------- |
| Nombre de personnes: | 1891  | 1872    |
| Différence:          |       | -1,00 % |